# Ermita, Puebla
Ermita är en ort i Mexiko.   Den ligger i kommunen Chichiquila och delstaten Puebla, i den sydöstra delen av landet, 220 km öster om huvudstaden Mexico City. Ermita ligger 1 991 meter över havet och antalet invånare är 380.
Terrängen runt Ermita är kuperad åt sydväst, men åt nordost är den bergig. Terrängen runt Ermita sluttar österut. Runt Ermita är det ganska glesbefolkat, med 36 invånare per kvadratkilometer. Närmaste större samhälle är Huatusco de Chicuellar, 13,7 km sydost om Ermita. I omgivningarna runt Ermita växer huvudsakligen savannskog.